# Дьерре-Сен-Пьер
Дьерре́-Сен-Пьер (фр. Dierrey-Saint-Pierre) — коммуна во Франции, находится в регионе Шампань — Арденны. Департамент — Об. Входит в состав кантона Марсийи-ле-Эйе. Округ коммуны — Ножан-сюр-Сен.
Код INSEE коммуны — 10125.
Коммуна расположена приблизительно в 125 км к юго-востоку от Парижа, в 85 км юго-западнее Шалон-ан-Шампани, в 19 км к западу от Труа.

## Население
Население коммуны на 2008 год составляло 196 человек.
| 1962 | 1968 | 1975 | 1982 | 1990 | 1999 | 2008 |
| ---- | ---- | ---- | ---- | ---- | ---- | ---- |
| 222  | 219  | 192  | 187  | 165  | 183  | 196  |

## Администрация
| Период | Период | Фамилия      | Партия | Примечания |
| ------ | ------ | ------------ | ------ | ---------- |
| 2001   | 2008   | Патрик Полен |        |            |
| 2008   |        | Жак Ирдель   |        |            |

## Экономика
В 2007 году среди 122 человек в трудоспособном возрасте (15—64 лет) 92 были экономически активными, 30 — неактивными (показатель активности — 75,4 %, в 1999 году было 70,1 %). Из 92 активных работали 87 человек (46 мужчин и 41 женщина), безработных было 5 (4 мужчины и 1 женщина). Среди 30 неактивных 8 человек были учениками или студентами, 14 — пенсионерами, 8 были неактивными по другим причинам.

## Фотогалерея

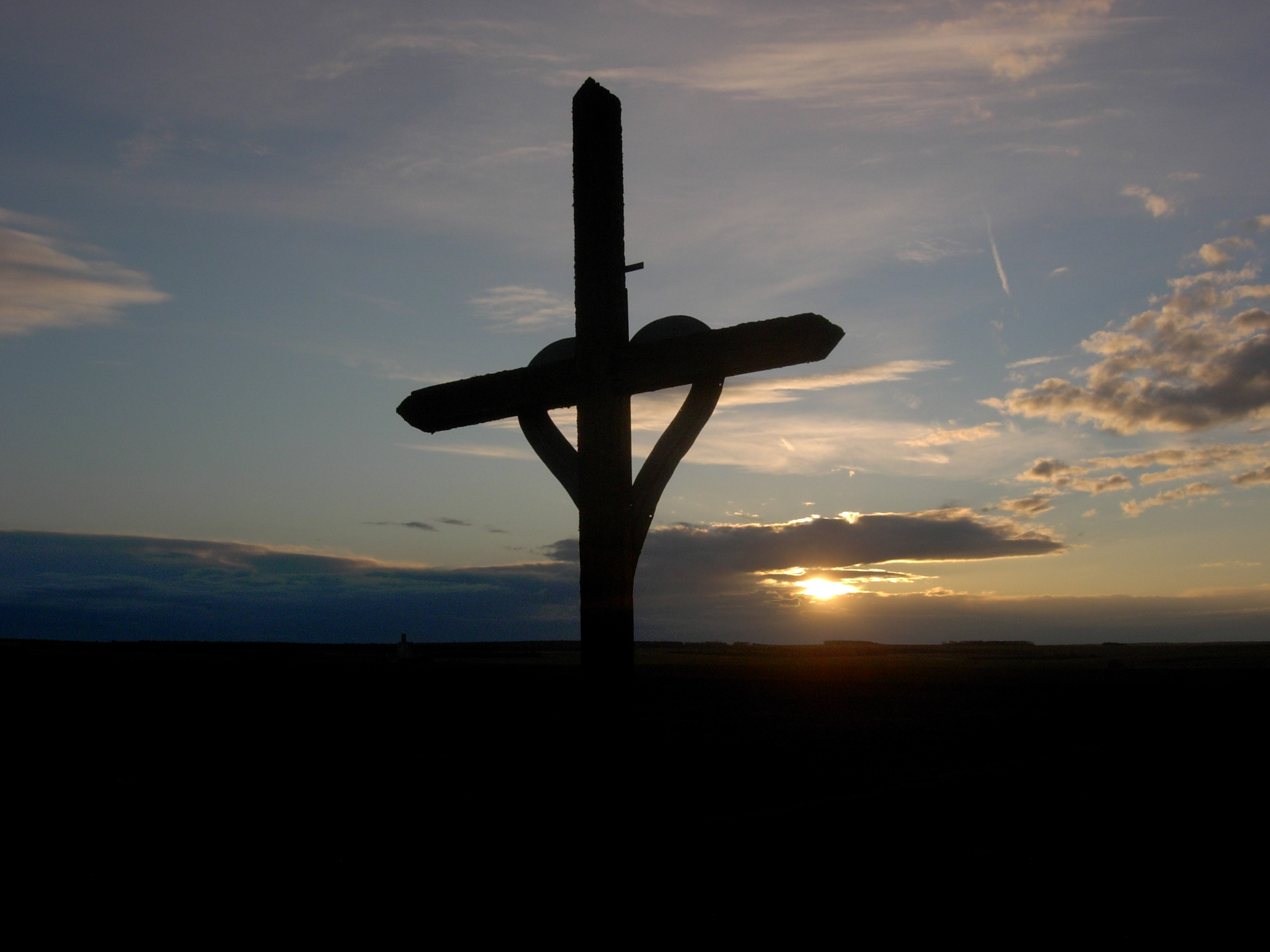
Придорожный крест
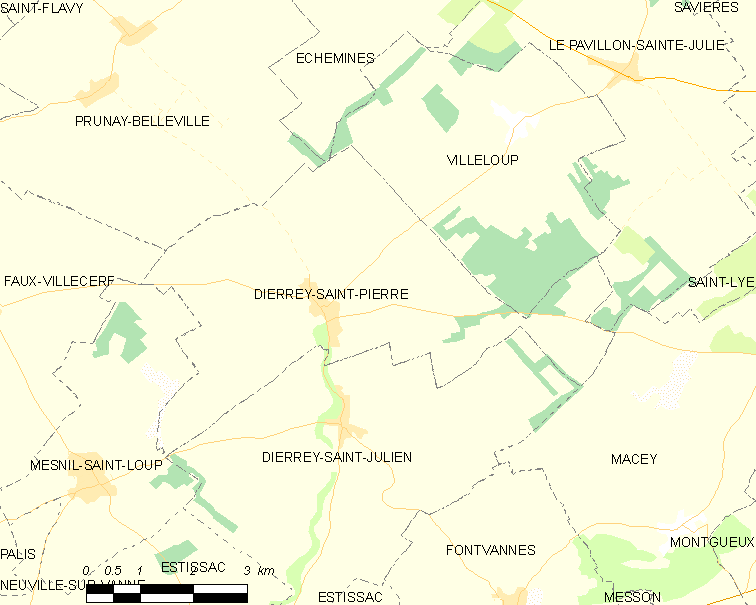
Карта коммуны